# Rácz István (labdarúgó)
Rácz István (Szigetvár, 1987. január 27. –) magyar labdarúgó. Balhátvédként és bal oldali középpályásként szerepel.

## Pályafutása
2006-ban az U19-es korosztályban a kiemelt ifjúsági bajnokságban a bronzérmet szerezte meg ZTE-vel
A 2007–08-as szezonban a harmadosztályú ZTE II csapatában 26 mérkőzésen 2 gólt lőtt, míg a Ligakupában 8 mérkőzésen jutott szóhoz. A 2008–2009-es szezon őszi felében az NB II-ben 7 bajnoki mérkőzésen 595 percet töltött a pályán, míg a Ligakupában 5-ször lépett pályára.
Utána sérülése miatt keveset jutott szóhoz, emiatt 2009 januárjában el is igazolt a ZTE-től.